# Lollywood
Lollywood (urdu: لالیوُڈ) è il termine con cui si fa riferimento alla cinematografia industriale pakistana con centro a Lahore.
Il nome è un portmanteau tra questa città e Hollywood. Il nome fu coniato per la prima volta nell'estate del 1989 nell'allora rivista Glamour, ora non più pubblicata. Nacque come un gioco col suffisso wood per emulare Bollywood.